# Garelli Freeland
Die Garelli Freeland 125 und Freeland 150 waren Motorroller des italienischen Herstellers Garelli, die zwischen 2002 und 2006 produziert wurden. Diese Modelle zeichneten sich durch ihre großen Räder, luftgekühlte Einzylinder-Viertaktmotoren und ein modernes Design aus. Alle Varianten verfügten über ein stufenloses Getriebe und waren insbesondere für den Stadtverkehr entwickelt.

## Technische Daten
| Merkmal             | Freeland 125                      | Freeland 150                      |
| ------------------- | --------------------------------- | --------------------------------- |
| Produktionszeitraum | 2002–2006                         | 2002–2006                         |
| Motortyp            | Einzylinder-Viertakt, luftgekühlt | Einzylinder-Viertakt, luftgekühlt |
| Hubraum             | 124,6 cm³                         | 152 cm³                           |
| Leistung            | 9 PS                              | 12 PS                             |
| Getriebe            | stufenlos                         | stufenlos                         |
| Bremsen vorne       | Scheibenbremse                    | Scheibenbremse                    |
| Bremsen hinten      | Trommelbremse                     | Trommelbremse                     |
| Radgröße vorne      | 16 Zoll                           | 16 Zoll                           |
| Radgröße hinten     | 16 Zoll                           | 16 Zoll                           |
| Tankinhalt          | 9 Liter                           | 9 Liter                           |